# Sprzężenie w przód
Sprzężenie w przód (sprzężenie do przodu, sprzężenie wyprzedzające, ang. feedforward) – termin odnoszący się do elementu lub drogi w układzie sterowania, która przenosi sygnał sterujący od źródła znajdującego się w środowisku zewnętrznym układu – często jest to sygnał podawany przez zewnętrzne urządzenie obsługujące układ – do, znajdującego się w innym miejscu, wejścia zewnętrznego obciążenia układu. W odpowiedzi układu regulacji, który pracuje jedynie ze sprzężeniem w przód, uwidacznia się jedynie określona odpowiedź na sygnał sterujący – nie widać wpływu obciążenia. Kontrastuje to z układem pracującym ze sprzężeniem zwrotnym, w którym sygnał wyjściowy układu kształtuje się tak, by uwzględnić jego wpływ na obciążenie układu i zarazem nieprzewidywalną zmienność samego obciążenia. Obciążenie traktowane tu jest jako przynależące do środowiska zewnętrznego układu.

## Wstęp
Aby można polegać na układzie regulacji ze sprzężeniem w przód muszą być spełnione uprzednio pewne warunki: dostępny musi być zewnętrzny sygnał sterujący i muszą być znane sygnały wyjściowe systemu poddanego obciążeniu (co zwykle oznacza, że obciążenie musi być, w sposób przewidywalny, niezmienne w czasie). Czasami sterowanie za pomocą czystego sprzężenia w przód nazywane bywa balistycznym, ponieważ gdy raz wysłany sygnał sterujący nie może już być później doregulowany; jakiekolwiek korekty można wprowadzać jedynie poprzez podawanie kolejnych, nowych sygnałów sterujących. Kontrastuje to ze sterowaniem krążownikowym, w którym sygnał wyjściowy układu dostosowuje się, za pomocą mechanizmu sprzężenia zwrotnego, w odpowiedzi na obciążenie jakiemu poddany zostanie układ.
W układzie ze sprzężeniem w przód zakłócenia (jakim poddawany jest sterowany obiekt) mierzy się i odpowiednio uwzględnia zanim spowodują one określone skutki w sterowanym obiekcie. Przykładowo domowy układ ze sprzężeniem w przód może wykryć za pomocą czujnika, że drzwi zostały otwarte i automatycznie włączyć grzejnik zanim w domu temperatura spadnie poniżej pewnego progu. Główna trudność z układem sterowania zawierającym sprzężenie w przód polega na tym, że trzeba dokonać dokładnej predykcji wpływu zakłóceń na układ i nie mogą na układ oddziaływać żadne zakłócenia, które nie są mierzone. Nawiązując do wspomnianego wyżej przykładu: jeśli okno zostało otwarte i nie dokonano by pomiaru tego zdarzenia to termostat z układem regulacji zawierającym sprzężenie w przód nadal by chłodził pomieszczenie w domu.

## Występowanie i zastosowania
Układy ze sprzężeniem w przód spotyka się w fizjologii, informatyce, telekomunikacji i automatyce.

### Fizjologiczny układ ze sprzężeniem w przód
W fizjologii przykładem regulacji w układzie ze sprzężeniem w przód może być normalna, wyczekująca regulacja bicia serca działająca z wyprzedzeniem zanim nastąpi faktyczny wysiłek fizyczny. Mechanizm regulacji ze sprzężeniem w przód może być związany z wyuczoną wyczekującą odpowiedzią na znane przyczyny. Regulacja bicia serca ujmująca również sprzężenie zwrotne przynosi dalszą adaptację do ewentualnej konieczności biegu pojawiającej się przy wzmożonym wysiłku fizycznym.
Prosty układ ze sprzężeniem w przód należy odróżnić od układu regulacji, który odpowiada za homeostazę, czyli utrzymywanie wewnętrznego środowiska ciała na jednostajnym lub stałym poziomie albo w wydłużonym stałym stanie gotowości. Opiera się on głównie na sprzężeniu zwrotnym układu (w dodatku do elementów sprzężenia w przód).

### Regulacja genów a sprzężenie w przód
Regulacja skośna genów może być przedstawiona w postaci grafu, w którym geny są węzłami a jeden węzeł jest związany z drugim jeśli poprzedni jest czynnikiem transkrypcyjnym dla następnego. Motyw jaki pojawia się przede wszystkim we wszystkich znanych sieciach (pałeczka okrężnicy, drożdże, itd.) jest następujący: A aktywuje B, A i B aktywuje C. Taki motyw, jak wykazano, ma charakter układu ze sprzężeniem w przód, wykrywającego zmiany w środowisku o charakterze nietymczasowym. Taki wzorzec powszechnie obserwuje się w rozwoju komórek macierzystych hemopoezy, gdzie wystąpią nieodwracalne zobowiązania.

### Sprzężenie w przód w informatyce
W teorii sieci neuronowych sprzężenie w przód zwykle odnosi się do sieci perceptronów, w której wyjścia z wszystkich neuronów prowadzą do następujących ale nie do poprzedzających warstw abstrakcyjnych, a więc nie ma w takim układzie sprzężenia zwrotnego. Powiązania zestawiane są podczas fazy treningu, co jest efektem sytuacji, w której występuje system ze sprzężeniem zwrotnym.

### Telefonia długodystansowa
W początkach lat 70. XX w. w międzymiastowych systemach transmisji poprzez kable koncentryczne, w tym transkontynentalnych systemach kablowych (systemach z nośninkiem L) używano wzmacniacze ze sprzężeniem w przód w celu zmniejszenia odkształceń liniowych. Ta bardziej złożona metoda pozwalała na szersze pasmo przesyłu danych w porównaniu z wcześniejszymi układami ze sprzężeniem zwrotnym (zob. też wzmacniacz ze sprzężeniem zwrotnym). Jednak światłowody sprawiły, że rozwiązania takie stały się przestarzałe zanim zaimplementowano ich większą liczbę.

### Automatyka w tym sterowanie maszynami
Układy sterowania ze sprzężeniem w przód są stosowane w układach sterowania.